# Adendrocera flavulum
Adendrocera flavulum är en skalbaggsart som beskrevs av Wittmer 1976. Adendrocera flavulum ingår i släktet Adendrocera och familjen Phengodidae. Inga underarter finns listade i Catalogue of Life.